# 진옌링
진옌링(중국어: 金燕玲, 병음: Jīn Yànlíng, 한자음: 김연령, 영어: Elaine Jin 일레인 진[*], 1954년 11월 30일 ~ )은 타이완 태생의 홍콩 배우이다. 1973년 타이완에서 배우로 데뷔하였고 1981년 홍콩으로 이주하였다.

## 출연 작품
- 시절인연